# Oppenhoff & Partner
Oppenhoff & Partner (Eigenschreibweise Oppenhoff) ist eine deutsche Wirtschaftskanzlei, spezialisiert auf die rechtliche Beratung von international tätigen Unternehmern und Unternehmen. Die Rechtsanwaltskanzlei mit Sitz in Frankfurt und Köln ist eine unabhängige Sozietät und nicht einem Netzwerk oder einer Allianz zugehörig. Die Kanzlei hat etwa 250 Mitarbeiter, darunter über 100 Rechtsanwälte, von denen rund die Hälfte zu Partnern der Kanzlei zählen.

## Geschichte
Die Sozietät wurde 1908 in Köln in der Bürogemeinschaft Becker, Ströhmer und Lang mit einem Schwerpunkt im Handelsrecht gegründet. Der auf Gewerblichen Rechtsschutz spezialisierte Walter Oppenhoff stieg 1930 in die Kanzlei ein und führte sie durch die Kriegsjahre, unter anderem als Feindvermögensverwalter für Coca-Cola. Sie gehörte zu den größten Kanzleien des Deutschen Reichs. Nach dem Krieg baute Oppenhoff die Kanzlei weiter aus.
Auf das deutsche Anwaltsrecht nahmen die Partner der Kanzlei Boden, Oppenhoff und Schneider maßgeblich Einfluss. 1989 setzten sie vor dem Bundesgerichtshof durch, überörtliche Sozietäten zu gründen, was Mitte der neunziger Jahre zur Sozietät Oppenhoff & Rädler führte. Aus dieser Verbindung geht auch die unabhängige bis heute existierende Wirtschaftsprüfungs- und Steuerberatungsgesellschaft Oppenhoff & Rädler hervor.
Im Jahr 2001 fusionierte die Kanzlei mit der englischen Wirtschaftskanzlei Linklaters. Nachdem sich Linklaters im Januar 2008 entschieden hatte, das Kölner Büro auszugliedern, entstand Oppenhoff & Partner zunächst nur in Köln wieder als unabhängige Sozietät. 2013 eröffnete sie ein Büro in Frankfurt und erweiterte das Beratungsangebot. Seit 2014 firmiert die Kanzlei als Partnerschaftsgesellschaft mbB. Im Februar 2018 eröffnete ein weiteres Büro in Hamburg, das Ende 2024 wieder geschlossen wurde.
Partner der Vorgänger-Sozietäten Oppenhoff & Rädler gründeten die nach dem Gründungsmitglied benannte Walter-Oppenhoff-Stiftung.